# Ifereimi Rawaqa

a Compétitions nationales et continentales officielles uniquement.

b Matchs officiels uniquement.
Dernière mise à jour le 9 avril 2018.
Ifereimi Rawaqa, né le 20 septembre 1980 à Lautoka (Fidji), est un joueur international fidjien de rugby à XV et à sept, jouant au poste de deuxième ligne.

## Biographie
Ifereimi Rawaqa connaît sa première cape internationale le 1er juin 2002 à l’occasion d’un match contre l'équipe des Samoa.

## Statistiques en équipe nationale
- 39 sélections avec l’équipe des Fidji entre 2002 et 2011.
- 15 points (3 essais)
- Sélections par année : 6 en 2002, 5 en 2003, 6 en 2004, 9 en 2005, 2 en 2006, 7 en 2007, 3 en 2008, 3 en 2009, 1 en 2010, 1 en 2011
- En Coupe du monde :
  - 2003 : 3 matchs (France, États-Unis, Écosse)
  - 2007 : 4 matchs (Canada, Australie, Galles, Afrique du Sud)
- 3 sélections avec les Pacific Islanders en 2004